# فرنسيسكو خايرو سيلفا سانتوس
فرنسيسكو خايرو سيلفا سانتوس (31 يناير 1988 في البرازيل - ) هو لاعب كرة قدم برازيلي في مركز الوسط. لعب مع نادي الصليبيخات ونادي النصر ونادي بالميراس ونادي غواراني ونادي فيغورينسي ونادي سي آر بي وCampinense Clube ‏ ونادي ميراسول والنادي الرياضي بريميرو باسو فيتوريا دا كونكيستا وأمريكا دي ناتال ‏ ونادي سانتا كروز ونادي فيلا ريو.

## وصلات خارجية
- فرنسيسكو خايرو سيلفا سانتوس على موقع قاعدة بيانات كرة القدم.إي يو (الإنجليزية)
- فرنسيسكو خايرو سيلفا سانتوس على موقع Soccerway.com (الإنجليزية)